# Стратегія сталого розвитку «Україна-2020»
Стратегія сталого розвитку «Україна-2020» — документ, який визначає напрямки та пріоритети розвитку України на період до 2020 року. Документ є стратегічним плануванням України. Стратегія була розроблена за ініціативи Президента України Петра Порошенка та презентована ним 25 вересня 2014 року [Архівовано 29 червня 2015 у Wayback Machine.]. 12 січня 2015 року Президент Петро Порошенко підписав Указ "Про Стратегію сталого розвитку «Україна — 2020»" [Архівовано 30 березня 2016 у Wayback Machine.].

## Розробка стратегії
Розробка стратегії розпочалася у липні 2014 із запрошення громадськості надавати свої пропозиції щодо бачення розвитку країни. 
В підготовці документу взяли участь команда Адміністрації Президента, Виконавчий комітет Реформ, Фонд «Відродження», Європейський Банк Реконструкції та Розвитку, Національний Університет «Києво-Могилянська академія», Київська школа економіки, VoxUkraine, Громадянська платформа «Нова Країна», Ініціатива «Реанімаційний Пакет Реформ», учасники відбору до Національної Ради Реформ, українські та міжнародні незалежні експерти.
З 25 вересня року до 17 жовтня 2014 року відбувалося широке обговорення плану розвитку країни «Стратегія — 2020», презентованого главою держави 25 вересня. Кожен охочий міг долучитися до її формування, проголосувати за її положення, внести пропозиції, заповнивши електронну форму на сайті reforms.in.ua [Архівовано 25 вересня 2019 у Wayback Machine.].
24 грудня 2014 року на своєму першому засіданні Стратегію схвалила Національна рада реформ, яка є спеціальним консультативно-дорадчим органом при Президентові України з питань стратегічного планування, узгодження позицій щодо впровадження в Україні єдиної державної політики реформ та їх реалізації. Голова Національної ради реформ — Президент України Петро Порошенко. Заступник голови — голова Адміністрації Президента Борис Ложкін. Секретар — заступник голови Адміністрації Президента Дмитро Шимків.
Згідно з Указом Президента, Кабінет Міністрів України має щороку до 15 лютого затверджувати план дій щодо реалізації положень Стратегії та щоквартально інформувати про стан виконання плану дій щодо реалізації положень Стратегії.

## Основні напрямки стратегії
Головною передумовою реалізації Стратегії є суспільний договір між владою, бізнесом та громадянським суспільством, де кожна сторона має свою зону відповідальності.
|  | Мета наших амбітних реформ – досягти європейських стандартів життя і підготуватися до того, щоб у двадцятому році подати заявку на членство в ЄС». (з виступу Президента України Петра Порошенка на прес-конференції «Стратегія-2020» 25 вересня 2014 року) |

«Стратегія-2020» складається з чотирьох векторів руху: сталий розвиток країни; безпека держави, бізнесу та громадян; відповідальність і соціальна справедливість; гордість за Україну в Європі та світі.
Метою реформ визначено досягнення європейських стандартів життя та гідного місця Україні в світі. «Стратегія–2020» включає в себе 62 реформи. З них пріоритетними визначені 8 реформ та 2 програми. Визначено 25 ключових показників успішності розвитку країни.
Як першочергові визначені реформа системи національної безпеки і оборони, оновлення влади та антикорупційна реформа, судова реформа та реформа правоохоронної системи, децентралізація та реформа державного управління, дерегуляція та розвиток підприємництва, реформа системи охорони здоров'я і податкова реформа.
Серед пріоритетів стратегії також реалізація двох програм — енергонезалежності та популяризації України у світі, а також просування інтересів держави у світовому інформаційному просторі.

## Розділи Стратегії
Вектор руху «Розвиток країни» передбачає втілення 26 реформ та програм:
1. Дерегуляція та розвиток підприємництва
2. Програма розвитку малого та середнього бізнесу
3. Податкова реформа
4. Реформа захисту конкуренції та антимонопольного законодавства
5. Реформа корпоративного права
6. Реформа фінансового сектору
7. Реформа ринку капіталу
8. Реформа трудових взаємовідносин
9. Реформа транспортної інфраструктури
10. Реформа телекомунікаційної інфраструктури
11. Програма участі в транс-європейських мережах
12. Реформа митної служби та інтеграція в митну спільноту ЄС
13. Реформа економічної та монетарної політики
14. Програма розвитку українського експорту
15. Реформа енергетики
16. Програма енергоефективності
17. Реформа сільського господарства та рибальства
18. Земельна реформа
19. Реформа житлово-комунального господарства
20. Реформа інститутів статистики
21. Програма залучення інвестицій
22. Реформа дипломатичних відносин та інституцій
23. Реформа державних закупівель
24. Реформа фінансового контролю Держави та стабілізації державного бюджету
25. Реформа державної служби та реорганізація державних органів
26. Реформа управління державною власністю

Вектор руху «Безпека держави, бізнесу та громадян» передбачає втілення 9 реформ та програм:
1. Реформа системи національної безпеки та оборони
2. Реформа військово-промислового комплексу
3. Судова реформа
4. Оновлення влади та антикорупційна реформа
5. Програма електронного врядування
6. Реформа правоохоронної системи
7. Програма енергонезалежності
8. Реформа захисту інтелектуальної власності
9. Програма збереження навколишнього середовища

Вектор руху «Відповідальність і соціальна справедливість» передбачає втілення 14 реформ та програм:
1. Децентралізація та реформа місцевого самоврядування
2. Реформа регіональної політики
3. Програма національної єдності та підтримки нацменшин
4. Конституційна реформа
5. Реформа виборчого законодавства
6. Реформа системи соціального захисту
7. Пенсійна реформа
8. Реформа системи охорони здоров'я
9. Реформа якості та безпеки харчової продукції
10. Реформа захисту споживачів
11. Програма популяризації фізкультури та спорту
12. Програма здорового способу життя та довголіття
13. Реформа освіти
14. Програма розвитку для дітей та юнацтва

 Вектор руху «Гордість за Україну в Європі та світі» передбачає 13 реформ та програм:
1. Програма популяризації України в світі
2. Програма створення бренду «Україна»
3. Реформа відзнак та нагород
4. Програма розвитку інновацій
5. Розвиток інформаційного суспільства та медіа
6. Реформа державної політики у сфері науки та досліджень
7. Українська космічна програма
8. Програма розвитку туризму
9. Реформа державної політики у сфері культури
10. Програма розвитку національного кіновиробництва
11. Програма розвитку національної видавничої справи
12. Реформа державної політики у сфері спорту
13. Програма залучення талантів

## Ключові показники стратегії
Реалізація Стратегії передбачає досягнення 25 ключових показників, що оцінюють хід виконання реформ та програм. Зокрема, планується, що у рейтингу Світового банку Doing Business Україна посяде місце серед перших 30 позицій, рейтинг за зобов'язаннями в іноземній валюті за шкалою рейтингового агентства Standard and Poors становитиме не нижче інвестиційної категорії «ВВВ», валовий внутрішній продукт (за паритетом купівельної спроможності) у розрахунку на одну особу, який розраховує Світовий банк, підвищиться до 16 000 доларів США.
Чисті надходження прямих іноземних інвестицій до 2020 року мають скласти понад 40 млрд доларів США, витрати на національну безпеку і оборону — не менше 3 відсотків від ВВП. За індексом сприйняття корупції, який розраховує Transparency International, Україна має увійти до 50 найкращих держав світу. Окрім того, до завдань Стратегії включено підвищення середньої тривалості життя в країні на 3 роки.
|  | «Стратегія «Україна-2020» – це візія того, де Україна повинна бути у майбутньому і конкретні ключові показники ефективності держави, на які ми маємо вийти. В такому разі ми будемо мати нормальну східноєвропейську Україну рівня Польщі, Угорщини чи Словенії - по рівню життя, достатку, свободах та правосуддю» (з виступу голови Адміністрації Президента Бориса Ложкіна на лекції для студентів Києво-Могилянської академії, 28 травня 2015 року) |